# Mise à nu (téléfilm, 2021)
Pour plus de détails, voir Fiche technique et Distribution.

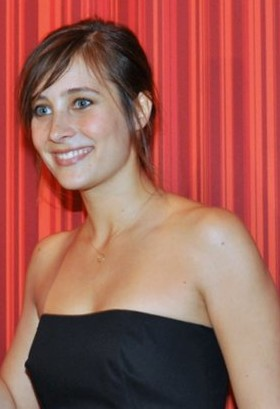
Julie de Bona.

Mise à nu est un téléfilm franco-belge réalisé par Didier Bivel d'après un scénario de Barbara Grinberg et Hélène Cohen, diffusé le 14 mai 2021 en Belgique sur La Une. Il montre le « revenge porn et ses conséquences dramatiques ».
Cette fiction est une coproduction d'Adrénaline, France Télévisions, Be-Films et la RTBF (télévision belge).

## Fiche technique
- Titre français : Mise à nu
- Genre : Drame
- Production : Charles Bernard, Guillaume Bernard[4]
- Sociétés de production : Adrénaline, France Télévisions, Be-Films et la RTBF (télévision belge)[3]
- Réalisation : Didier Bivel[1]
- Scénario : Barbara Grinberg et Hélène Cohen[1]
- Musique : Fabrice Aboulker[5],[6]
- Décors :
- Costumes : Tara Mahé[4]
- Directeur de la photographie :
- Son : Rodolphe Beauchamp[4]
- Montage :
- Maquillage :
- Pays de production :  France /  Belgique
- Langue originale : français
- Format : couleur
- Durée : 90 minutes
- Dates de première diffusion :
  - Belgique : 14 mai 2021 sur La Une[2],[5],[6]
  - France : 30 mars 2022 sur France 2

## Distribution
- Julie de Bona : Sophie Parlier
- Julien Boisselier : Vincent Marsac
- Édouard Montoute : inspecteur Bermane
- Laurent Jumeaucourt : Mario
- Natalia Dontcheva : Maître Boulati
- Samy Gharbi : Maitre Chelko
- Frédérique Tirmont : la présidente du tribunal
- Catherine Davenier : la mère De Sophie
- Sophie Cattani : Babette
- Julien De Saint Jean : Benji
- Romane Libert : Manon
- Tao Thomas : Damien

## Production

### Tournage
Le tournage se déroule du 30 janvier au 26 février 2021 en région parisienne,.

## Accueil

### Audience
En Belgique, le téléfilm, diffusé le 14 mai 2021 sur La Une, est regardé par 159 153 téléspectateurs.

### Distinction
- Festival TV de Luchon 2022 : prix d'interprétation pour un duo pour Julie de Bona et Julien Boisselier[9]